# Список картин Ієроніма Босха
Нижче представлені картини голландського художника Ієронімуса Босха.
| Картина                                                            | Назва                                      | Рік створення     | Техніка      | Розміри (см) | Галерея                                            | Примітка     |
| ------------------------------------------------------------------ | ------------------------------------------ | ----------------- | ------------ | ------------ | -------------------------------------------------- | ------------ |
|                                                                    | Фокусник                                   | близько 1502 року | Дерево, олія | 53 × 65      | Муніципальний музей, Сен-Жермен-ан-Ле              | приписується |
|                                                                    | Несення хреста                             | близько 1490–1500 | Дерево, олія | 83,5 × 76,7  | Музей витончених мистецтв, Гент                    |              |
|                                                                    | Концерт в яйці                             | близько 1475–1480 | Дерево, олія | 108 × 126,5  | Палац витончених мистецтв, Лілль                   | приписується |
|                                                                    | Візії з того світу: Падіння проклятих      | близько 1500–1503 | Дерево, олія | 88 × 44      | Палац дожів, Венеція                               |              |
|                                                                    | Візії з того світу: Пекло                  | близько 1500–1503 | Дерево, олія | 88 × 44      | Палац дожів, Венеція                               |              |
|                                                                    | Візії з того світу: Рай                    | близько 1500–1503 | Дерево, олія | 88,5 × 41,5  | Палац дожів, Венеція                               |              |
|                                                                    | Візії з того світу: Вознесіння обраних     | близько 1500–1503 | Дерево, олія | 88,5 × 41,5  | Палац дожів, Венеція                               |              |
|                                                                    | Страшний суд                               | близько 1504      | Дерево, олія | 163,7 × 247  | Академія образотворчих мистецтв, Відень            | приписується |
|                                                                    | Розп'яття з донатором                      | близько 1480–1485 | Дерево, олія | 73,5 × 61,3  | Королівські музеї витончених мистецтв, Брюссель    |              |
|                                                                    | Святий Іоанн на Патмосі                    | близько 1504–1505 | Дерево, олія | 63 × 43,3    | Берлінська картинна галерея, Берлін                |              |
|                                                                    | Сім смертних гріхів та чотири останні речі | близько 1475–1480 | Дерево, олія | 120 × 150    | Прадо, Мадрид                                      |              |
|                                                                    | Несення хреста                             | біля — 1516       | Дерево, олія | 57,2 × 32    | Музей історії мистецтв, Відень                     |              |
|                                                                    | Смерть скупого                             | 1500 рік          | Дерево, олія | 92,6 × 30,8  | Національна галерея мистецтв, Вашингтон            |              |
|                                                                    | Віз сіна                                   | близько 1500–1502 | Дерево, олія | 190 × 135    | Ескоріал, Мадрид                                   |              |
|                                                                    | Видалення каменя глупоти                   | близько 1475–1480 | Дерево, олія | 48 × 35      | Прадо, Мадрид                                      |              |
|                                                                    | Шлюб у Кані Галілейській (Картина Босха)   |                   | Дерево, олія | 49 × 40,5    | Музей Бойманс ван Бенінгена, Роттердам             |              |
|                                                                    | Святий Іоанн Хреститель в пустелі          | близько 1504–1505 | Дерево, олія | 49 × 40,5    | зібрання Хосе Лазаро Гальдіано, Мадрид             |              |
|                                                                    | Святий Ієронім за молитвою                 | близько 1505      | Дерево, олія | 77 × 59      | Музей витончених мистецтв, Гент                    |              |
|                                                                    | Увінчання терновим вінком                  | близько 1508–1509 | Дерево, олія | 73 × 59      | національна галерея, Лондон                        |              |
|                                                                    | Увінчання терновим вінком                  | близько 1510      | Дерево, олія | 165 × 195    | Монастир Сан-Лоренсо, Ескоріал                     |              |
|                                                                    | Блудний син                                | близько 1510      | Дерево, олія | 71 × 70,6    | Музей Бойманс ван Бенінгена, Роттердам             |              |
|                                                                    | Корабель дурнів                            | близько 1495–1500 | Дерево, олія | 58 × 33      | Лувр, Париж                                        |              |
|                                                                    | Алегорія череводогідництва та перелюбства  | близько 1480–1485 | Дерево, олія | 35,8 × 32    | Художня галерея Єльського університету, Нью-Хейвен |              |
|                                                                    | Ecce homo                                  | близько 1500–1503 | Дерево, олія | 52 × 54      | Художній музей, Філадельфія                        | приписується |
|                                                                    | Розп'ята мучениця                          | близько 1500–1503 | Дерево, олія | 119×104      | Палац дожів, Венеція                               |              |
|                                                                    | Сад земних насолод                         | близько 1500–1510 | Дерево, олія | 389 × 220    | Прадо, Мадрид                                      |              |
| Файл:The Hermit Saints Triptych by Hieronymus Bosch - Saint Jerome | Святі відлюдники                           | близько 1505      | Дерево, олія | 86,5 × 60    | Палац дожів, Венеція                               |              |
|                                                                    | Спокуса святого Антонія                    | близько 1505–1506 | Дерево, олія | 131,5×225    | Національный музей древнього мистецтва, Лісабон    |              |
|                                                                    | Поклоніння волхвів                         | близько 1510      | Дерево, олія | 138 × 138    | Прадо, Мадрид                                      | приписується |
|                                                                    | Голова алебардника                         |                   | Дерево, олія | 28 × 20      | Прадо, Мадрид                                      | приписується |
|                                                                    | Жіноча голова                              |                   | Дерево, олія | 13 × 5       | Музей Бойманс ван Бенінгена, Роттердам             | приписується |
|                                                                    | Дві чоловічі голови                        |                   | Дерево, олія | 14,5 × 12    | Музей Бойманс ван Бенінгена, Роттердам             | приписується |
|                                                                    | Святий Яків і чародій                      |                   | Дерево, олія | 62 × 41,5    | Музей витончених мистецтв, Валансьєн               | приписується |
|                                                                    | Поклоніння немовляті                       |                   | Дерево, олія | 86 × 43      | Музей Вальрафа-Ріхарца, Кельн                      | приписується |
|                                                                    | Смерть розпусниці                          |                   | Дерево, олія | 33,4 × 19,6  | Приватне зібрання, Нью-Йорк                        | приписується |